# Памятник советским гражданам и военнопленным, расстрелянным в Бабьем Яру
Памятник «Советским гражданам и военнопленным солдатам и офицерам Советской Армии, расстрелянным немецкими фашистами в Бабьем Яру» — монумент в память о более, чем ста тысячах гражданских лиц и военнослужащих СССР, попавших в плен и уничтоженных оккупантами и коллаборационистами в Бабьем Яру во время Великой Отечественной войны.

## История
Во время немецкой оккупации Киева в 1941—1943 годах Бабий Яр стал местом массовых расстрелов немецкими оккупантами мирного населения в абсолютном большинстве — евреев, которых расстреливали по этническому признаку, и которым было приказано явиться на территорию Бабьего яра. Кроме них убивали цыган (тоже по этническому признаку), а также некоторых партийных и советских активистов, подпольщиков и других.
Памятник был установлен 2 июля 1976 года (на территории впоследствии названной Национальный историко-мемориальный заповедник «Бабий яр») в г. Киеве, между ул. Дорогожицкой, Телиги, Ильенко и Оранжерейной. Расположен в верховьях Бабьего яра. До современной застройки здесь находился один из самых больших в Киеве оврагов — длина около 2,5 км, глубина свыше 50 м. По его дну протекал одноимённый ручей, взятый в настоящее время в коллектор.
Авторы монумента — скульпторы академик АХ СССР, народный художник СССР М. Г. Лысенко, А. Витрик, В. Сухенко, арх. А. Игнащенко, Н. Иванченко, В. Иванченков. Президент фонда «Холокост» Алла Гербер и Дмитрий Прокудин отметили, что реализованный вариант памятника использует исковерканную идею архитекторов Е. Жовнеровского и И. Каракиса: 

Проект Жовнеровского и Каракиса имел успех, планировка была признана одной из лучших, однако Жовнеровскому и Каракису предложили улучшить проект и сделать второй вариант. Второй вариант также не соответствовал «требованиям». Затем памятник был заказан другому художнику. При этом было нарушено элементарное правило проведения подобных конкурсов: тот, кто в нём не участвовал, но все проекты видел, не имеет права делать памятник. За основу была взята планировка Жовнировского и Каракиса, но она была изуродована до неузнаваемости

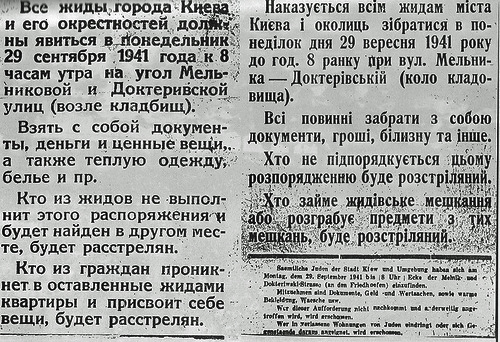
Объявление немецкого командования

Памятник представляет собой многофигурную композицию из бронзы. Перед ним установлена металлическая плита с надписью по-украински: «Здесь в 1941—1943 годах немецко-фашистскими захватчиками были расстреляны свыше ста тысяч граждан города Киева и военнопленных». В 1989 слева и справа от неё прикрепили такие же плиты с надписями на русском языке и на идише.